# Anomala ustulatipes
Anomala ustulatipes är en skalbaggsart som beskrevs av Leon Fairmaire 1887. Anomala ustulatipes ingår i släktet Anomala och familjen Rutelidae. Inga underarter finns listade i Catalogue of Life.